# دونالد جاكسون
دونالد جاكسون (بالإنجليزية: Donald deAvila Jackson)‏ (و. 1920 – 1968 م) هو طبيب نفسي، ومعالج نفسي، من الولايات المتحدة الأمريكية، ولد في أوكلاند، كاليفورنيا، توفي في فوستير سيتي، سان ماتيو، كاليفورنيا، عن عمر يناهز 48 عاماً.